# Krasin (województwo warmińsko-mazurskie)
Krasin – wieś w Polsce położona w województwie warmińsko-mazurskim, w powiecie elbląskim, w gminie Pasłęk.
Po raz pierwszy Krasin w gminie Pasłęk został wspomniany w źródłach pisanych w 1297 r. Brak bliższych danych historycznych na temat tej wsi. Do 1945 r. nosiła miano Schönfeld. Dzisiaj miejscowość (siedziba sołectwa) znana z hodowli ślimaka i z jej promocji w kraju i świecie. Mieści się tu Żywe Muzeum Ślimaka.
W latach 1975–1998 miejscowość administracyjnie należała do województwa elbląskiego.
Na terenie sołectwa znajdują się pochylnie umożliwiające żeglugę na Kanale Elbląskim:
- Pochylnia Kąty[5]
- Pochylnia Oleśnica[6]